# شیدایی
شیدایی یا مانیا (به انگلیسی: mania) عکس حالت افسردگی است. در شیدایی خُلق و انرژی بیمار بسیار بالاست. تظاهرهای اصلی مانیا عبارت اند از نشاط‌زدگی، تحریک‌پذیری، فعالیت بیش از حد و خودبزرگ بینی خلق بالا به صورت شادی، خوش‌بینی افراطی بیقراری حرکتی، اشکال در تمرکز، برنامه‌ریزی‌های بلندپروازانه و خوشحالی سرایت‌کننده تظاهر می‌کند. ممکن است خُلق بیمار در طول روز تغییر کند، مثلاً صبح مانیک (maniac) و شب افسرده باشد، هرچند که مانند افسردگی شدید تغییرات منظمی ندارد.
مِینیا به دلیل دارو (مانند فنیل پروپانول امین) یا تومورهای مغزی نیز به وجود می‌آید، ولی اغلب به عنوان دوره ای از اختلال دوقطبی شناخته می‌شود. در این بیماری حملات دوره‌ای مِینیا و افسردگی دیده می‌شود.

## دلیل نامگذاری
خوش‌بینی، شادی یا هیجان زیاد را همه انسان‌ها در زندگی شان تابع عواملی تجربه می‌کنند اما شکل بیمارگونهٔ چنین علایمی «شیدایی» را در ما شکل می‌دهد و در مقابل زمانی‌که احساس بدبینی و درماندگی می‌کنیم، هیجان‌رفتار ما بیانگر «افسردگی» است و نسبت به انتظارهای خود و هرآنچه که پیرامون خود می‌بینیم، بی‌علاقه و غمگین می‌شویم. در افسردگی همانند یک «سرماخوردگی روانی»، انرژی آزاد فروکش کرده‌است. اما در شیدایی، افراد بسیار تلقین‌پذیر می‌شوند، پیشنهادهای دیگران را به‌راحتی می‌پذیرند و با ساده‌دلی رفتار می‌کنند. فردی که در حالت شیدایی است، تصویر درستی از موقعیت واقعی ندارد مثلاً ممکن است درست در زمانی‌که او را از کار برکنار کرده‌اند به خریدهای غیرضروری پرهزینه روی آورد. همچنین قضاوت قاطعانه‌ای دربارهٔ دیگران دارد مثلاً اطرافیان خود را به دو گروه خیلی خوب و خیلی بد تقسیم می‌کند و همه چیز را سیاه و سفید می‌بیند. به عبارتی فردی که صبح خیلی بد بوده‌است، ناگهان عصر همان روز در گروه خیلی خوب قرار می‌گیرد که علت آن برخی اختلالات در زیست شیمیایی مغز و اعصاب است. افراد افسرده نیز اطرافیان خود را به دو گروه سیاه و سفید تقسیم می‌کنند، اما آن‌ها به‌سادگی شناخت خود را دربارهٔ دیگران تغییر نمی‌دهند و همیشه در ذهنشان مردمانی خوب و مردمان دیگر بد می‌مانند. در شیدایی با وجود پُرکاری فرد در انجام کارها، نمی‌توان به آسانی تمرکز کرد و کارها را به انتها رساند و در این معنی، انرژی آزاد هدر می‌رود. اگر چه افراد شیدا به دلیل انرژی آزاد افزایش یافته، دچار «پرش افکار»، افکار مسابقه‌ای و درهم ریختگی تصاویر هیجان رفتاری هستند.

## نشانه‌ها
بیمار لباس‌هایی با رنگ روشن می‌پوشد و با شدت یافتن بیماری ظاهرش نامرتب می‌شود.
بیماران مانیک دچار پُرفعالیتی اند که منجر به خستگی جسمی می‌شود. همچنین به آسانی کارها را ناتمام رها می‌کنند و کار جدیدی را شروع می‌کنند و به اصطلاح حواس‌پرت‌اند.
خواب و اشتها غالباً کاهش می‌یابد و میل جنسی بالایی وجود دارد. بیمار حراف شده زیاد و سریع صحبت می‌کند که نشان دهنده سرعت بالای تولید فکر است که فشار کلام نامیده می‌شود. حرکت سریع و پرش‌های چشمان و دائماً گم کردن موضوعات و رشته سخن، نیز گویای همین امور است. با شدید شدن بیماری، پَرِش افکار پدید می‌آید. بسیاری از بیماران ولخرج می‌شوند. بیماران هیجان زده و ممکن است تحریک پذیر باشند؛ و گاهی اشتها نیز افزایش پیدا می‌کند.
افکار خودبزرگ‌بینی شایع است؛ مثلاً ممکن است خود را رهبر، پیامبری مذهبی، منتخبی خاص یا اندیشمندی جهت راهنمایی مسئولان کشور بداند. گاهی دچار هذیان گزند و آسیب می‌شود و فکر می‌کند دیگران به دلیل اهمیتش قصد توطئه علیه او را دارند. هذیان‌ها اغلب با گذشت زمان تغییر می‌کنند. توهم هم در موارد شدید ایجاد می‌شود که با خلق هماهنگ است و در طول زمان دچار تغییر می‌شود.
بینش همواره مختل است و بیمار دلیلی برای جلوگیری از افکار خودبزرگ بینی یا محدود کردن ولخرجی خود نمی‌بیند. او به ندرت خود را بیمار می‌داند و نیازی به درمان احساس نمی‌کند.

## تشخیص دوره شیدایی
تشخیص دوره شیدایی بر اساس دی‌اس‌ام (ملاک‌های DSM-IV-TR برای انواع اختلالات اعصاب و روان که در اینجا معطوف به بیماری شیدایی است)
الف) در دوره مشخصی که حداقل یک هفته طول بکشد، خُلق به شکلی غیرطبیعی و مداوم بالا، گشاده، یا تحریک پذیر باشد (اگر بستری کردن بیمار ضرورت پیدا کرد، مدت این دوره می‌تواند کمتر از یک هفته هم باشد).

ب) طی دوره‌ای که خُلق به هم ریخته‌است، حداقل سه تا (و اگر خُلق فقط تحریک پذیر است، حداقل چهار تا) از علائم زیر به‌طور مداوم و به حد چشمگیری وجود داشته باشد:
1. اعتماد به نفس بیش از حد، یا خودبزرگ بینی.
2. کاهش نیاز به خواب (مثلاً فقط سه ساعت خوابیده باشد، اما احساس کند سرحال است).
3. پرحرفی بیش از معمول، یا احساس فشار در صورت صحبت نکردن.
4. پَرِش افکار یا این احساس ذهنی که افکار دارند با هم مسابقه می‌دهند.
5. حواس‌پرتی (یعنی توجه فرد فوراً به محرک‌های بیرونی بی‌اهمیت یا بی ارتباط با او جلب شود).
6. افزایش فعالیت‌های معطوف به هدف (اعم از فعالیت‌های اجتماعی، شغلی، تحصیلی، یا جنسی)، یا سرآسیمگی روانی-حرکتی.
7. پرداختن بیش از حد به امور لذت بخشی که به احتمال زیاد عواقب ناراحت‌کننده‌ای دارند (مثل افتادن به دام ولخرجی‌های بی حدوحساب، بی ملاحظگی‌های جنسی، یا سرمایه‌گذاری‌های احمقانه و در مورد افرادی با موقعیت‌هایی که از امکان پرداختن به موضوعات قبل محرومند یا شرایطی دیگر دارند می‌توان به اسراف یا از بین بردن یا بخشیدن اموال افراد دیگر و ولگردی‌هایی با اعمال و رفتارهایی عجیب مثل جابجا کردن اجسام بی‌اهمیت یا مثلاً خروج‌هایی در زمان‌هایی عجیب مثل ۳صبح، از منزل، بدون هدفی عادی و عقلانی مثل قدم زدن در هوای آزاد، اشاره برد).

پ) علائم مذکور در بالا (بخش ب) جزو ملاک‌های دوره مختلط نباشد.
ت) به هم ریختگی خُلق به قدری شدید باشد که کارکردهای شغلی، یا فعالیت‌های معمول اجتماعی، یا روابط فرد با دیگران را به وضوح مختل کرده باشد، یا برای آنکه مانع از صدمه رساندن فرد به خودش و دیگران شود، مجبور به بستری کردنش باشند، یا خصایص روان پریشانه وجود داشته باشد.
ث) علائم مذکور از اثرات مستقیم یک ماده (مثلاً یکی از موارد سوء مصرف، یک داروی طبی، یا درمان‌های دیگر) یا یک بیماری طب عمومی (مثل پرکاری تیروئید) ناشی نشده باشد.
نکته: دوره‌های شبه مانیکی را که به وضوح بر اثر درمان‌های جسمی ضدافسردگی (مثل دارو، درمان با تشنج الکتریکی، یا نوردرمانی) به وجود آمده‌است، نباید مؤید تشخیص اختلال دوقطبی دانست.

## انواع دوره شیدایی
دوره شیدایی به سه نوع خفیف، متوسط و شدید طبقه‌بندی می‌شود.
دوره نیمه‌شیدایی یا شیدایی خفیف: افزایش فعالیت بدنی و تکلم، خلق متغیر و ولخرجی وجود دارد.
بیماری شیدایی متوسط: فعالیت زیاد به همراه فشار کلام و تکلم سازمان‌نیافته، خلق یوفوریک که با دوره‌های بی‌قراری و افسردگی قطع می‌شود و افکار خود بزرگ بینی ممکن است هذیانی شوند.
شیدایی شدید: فعالیت شدید غیرقابل کنترل و افکار درهم‌ریخته و هذیان عجیب و غریب و توهم هم به وجود می‌آید. به ندرت بیمار بدون حرکت و گنگ می‌شود یعنی دچار بُهت ناشی از شیدایی می‌شود و در موارد شدید بیمار حالت روان‌پریشی (سایکوز) دارد.

## بیماریزایی
ممکن است بیمار زمینه ارثی داشته باشد، بروز هم‌زمان این مشکل در دوقلوهای تک تخمکی بین ۹۰–۳۳٪ متغیر است. مسائل محیطی مانند احساس طرد شدن نیز در بروز بیماری مؤثر است. به نظر می‌رسد افزایش نوروترانسمیتر سروتونین در لوب تمپورال مغز عامل مهمی در بیماری باشد.
همچنین کمبود ویتامین ب-۱۲ باعث به وجود آمدن نشانه‌های بالینی بیماری شیدایی می‌شود.

## درمان
الف - درمان دارویی: به‌طور کلی دو گروه دارویی یکی تثبیت‌کننده‌های خلق (مانند لیتیم کربنات و والپروات سدیم) و گروه دوم داروهای آنتی سایکوتیک (مانندهالوپریدول و کلرپرومازین) در درمان شیدایی به کار می‌روند. درمان نسبتاً طولانی مدت است بخصوص اگر دوره‌های بیماری تکرار شونده باشد و دارودرمانی با روان‌درمانی مؤثر است.
برای افسردگی بعد از دوره مِینیا از انواع ضد افسردگی‌های رایج استفاده می‌شوند.
ب-روان‌درمانی:
رفتاردرمانی: کنترل رفتارهای تکانشی از طریق تقویت و اقتصاد ژتونی
خانواده درمانی:اصلاح تعاملات معیوب درخانواده به دلیل رفتارهای تکانشی بیمار، محافظت از بیماران و سایرین (مهار فیزیکی)
ج-شوک الکتریکی: در صورت محدودیت در درمان دارویی، شکست در دارو درمانی، علائم حاد یا شدید که می‌تواند تهدیدی برای خود یا دیگران باشد.
.. ، در درمان این بیماری مصرف بسیار زیاد میوهٔ موز بسیار اثر بخش است.

## واژه‌نامه
1. ↑  انگلیسی: mood
2. ↑  انگلیسی: elation
3. ↑  انگلیسی: self-important ideas
4. ↑  انگلیسی: undue optimism
5. ↑  انگلیسی: bipolar disorder
6. ↑  انگلیسی: overactivity
7. ↑  انگلیسی: distractible
8. ↑  انگلیسی: pressure of speech
9. ↑  انگلیسی: flight of idea
10. ↑  انگلیسی: grandiose
11. ↑  انگلیسی: insight
12. ↑  انگلیسی: Hypomania
13. ↑  انگلیسی: disorganised speech
14. ↑  انگلیسی: bizarre
15. ↑  انگلیسی: manic stupor